# Tour de France 1937
| 31. Tour de France 1937 – Endstand |                     |                           |
| Streckenlänge                      | 20 Etappen, 4415 km | 20 Etappen, 4415 km       |
| Toursieger                         | Roger Lapébie       | 138:58:31 h (31,768 km/h) |
| Zweiter                            | Mario Vicini        | + 7:17 min                |
| Dritter                            | Leo Amberg          | + 26:13 min               |
| Vierter                            | Francesco Camusso   | + 26:53 min               |
| Fünfter                            | Sylvain Marcaillou  | + 35:36 min               |
| Sechster                           | Edward Vissers      | + 38:13 min               |
| Siebter                            | Paul Chocque        | + 1:05:19 h               |
| Achter                             | Pierre Gallien      | + 1:06:33 h               |
| Neunter                            | Erich Bautz         | + 1:06:41 h               |
| Zehnter                            | Jean Frechaut       | + 1:24:34 h               |
| Bergwertung                        | Félicien Vervaecke  | 114 P.                    |
| Zweiter                            | Mario Vicini        | 96 P.                     |
| Dritter                            | Sylvère Maes        | 90 P.                     |
| Teamwertung                        | Frankreich          | Frankreich                |

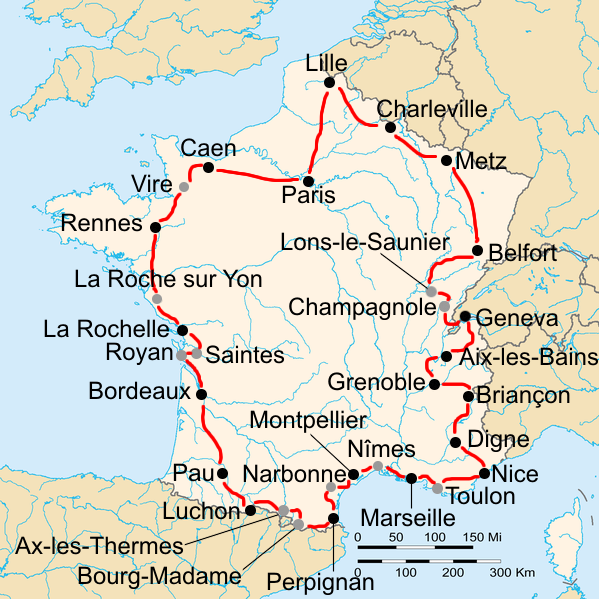
Strecke der Tour de France 1937. Im Uhrzeigersinn gefahren mit Start und Ziel in Paris.

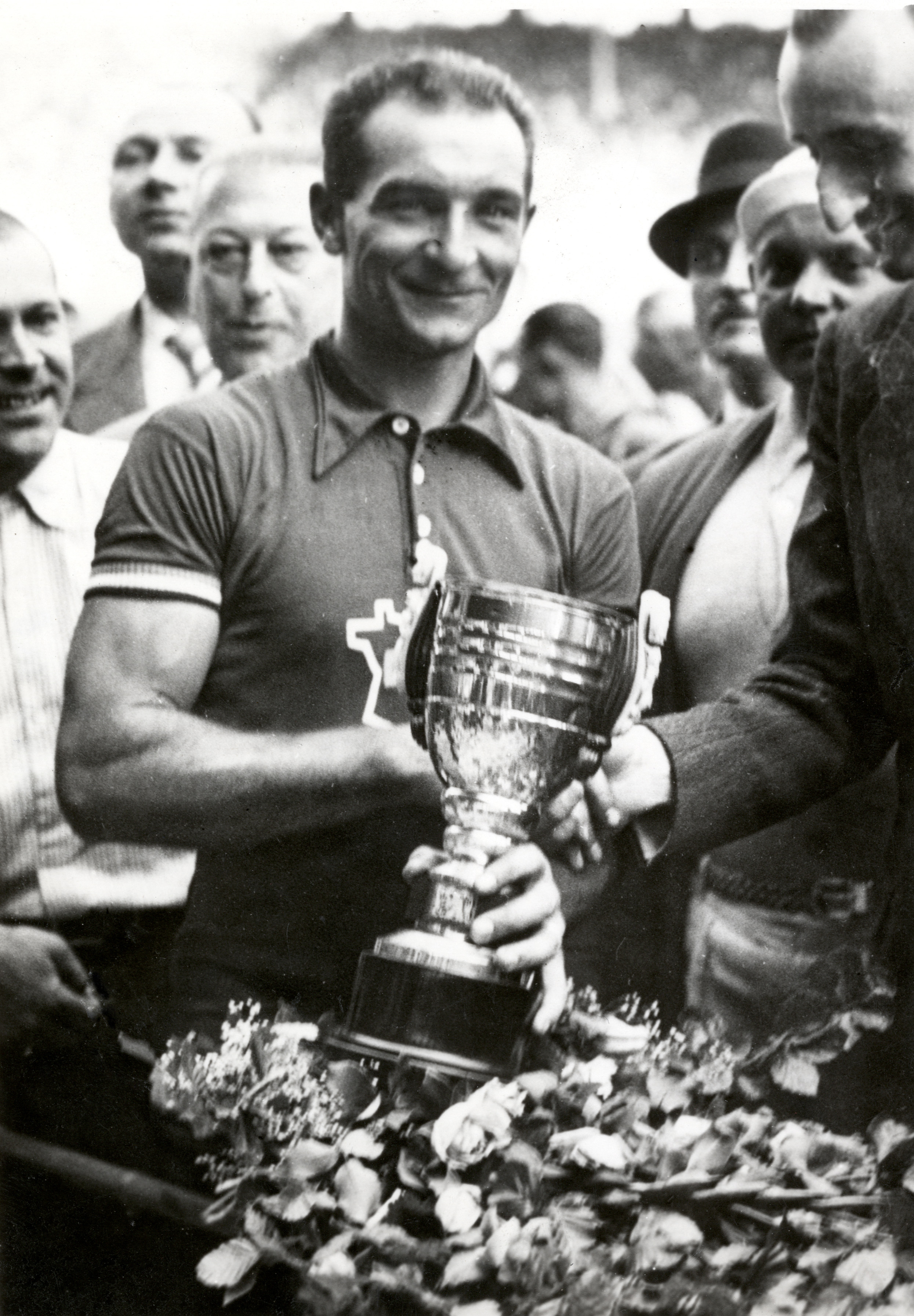
Toursieger Roger Lapébie bei der Siegerehrung in Paris.

Die 31. Tour de France fand vom 30. Juni bis 25. Juli 1937 statt und führte über 20 Etappen. Dabei waren für die 98 Starter 4415 km zurückzulegen, von denen wiederum 46 klassifiziert wurden. Zählt man die an einem Tag gefahrenen Zeitfahren und Halb- bzw. Dritteletappen einzeln, kommt man auf 31 Teilstücke.
Jacques Goddet führte als Nachfolger von Tourdirektor und -gründer Henri Desgrange ein, dass Fahrer eine Gangschaltung benutzen durften. Dadurch stieg auch die Durchschnittsgeschwindigkeit des Siegers auf einen neuen Höchstwert von 31,768 km/h.

## Rennverlauf
Nach seinem Etappensieg auf der siebten Etappe übernahm der Italiener Gino Bartali auch die Führung in der Gesamtwertung. Zwei Tage später auf der Alpenetappe nach Digne-les-Bains stürzte er in eine Schlucht und musste das Rennen beenden. Erst ein Jahr später, bei der Tour 1938, konnte er sich über einen Gesamtsieg freuen.
Bartalis Nachfolger im Gelben Trikot war der Belgier Sylvère Maes, dem dafür ein achter Platz bei der Etappe ausreichte. Gewonnen wurde dieser Abschnitt von Roger Lapébie, der später in Paris ganz oben auf dem Podium stand.
Bis Lapébie jedoch die Führungsposition von Maes übernehmen konnte, musste er sich noch bis zur 17. Etappe gedulden: Nachdem Maes von der Tourleitung eine Zeitstrafe von 15 Minuten bekommen hatte, weil zwei belgische Teilnehmer, die jedoch nicht Teil des Nationalteams Belgiens waren, auf Maes gewartet hatten.
Die belgische Mannschaft, die außerdem noch Zeit verloren hatte, als sie durch einen Zug aufgehalten wurde, verließ aus Protest geschlossen das Rennen, der Weg für Lapébie zum Toursieg war frei. Obwohl er das Ziel nach seinem Ausstieg mit der belgischen Mannschaft nicht erreichte, gewann Félicien Vervaecke den Preis für den besten Bergfahrer. Beste Mannschaft wurde Frankreich. Mit Pierre Gachon nahm zum ersten Mal ein Fahrer aus Kanada an der Tour teil.

## Die Etappen
| Etappen        | Start – Ziel                   | km       | Etappensieger                      | Gelbes Trikot |
| -------------- | ------------------------------ | -------- | ---------------------------------- | ------------- |
| 1. Etappe      | Paris – Lille                  | 263      | Jean Majerus                       | Jean Majerus  |
| 2. Etappe      | Lille – Charleville-Mézières   | 192      | Maurice Archambaud                 | Jean Majerus  |
| 3. Etappe      | Charleville-Mézières – Metz    | 161      | Walter Generati                    | Marcel Kint   |
| 4. Etappe      | Metz – Belfort                 | 220      | Erich Bautz                        | Erich Bautz   |
| 5. Etappe (a)  | Belfort – Lons-le-Saunier      | 175      | Henri Puppo                        | Erich Bautz   |
| 5. Etappe (b)  | Lons-le-Saunier – Champagnole  | 34 (MZF) | Sylvère Maes                       | Erich Bautz   |
| 5. Etappe (c)  | Champagnole – Genf (CH)        | 93       | Leo Amberg                         | Erich Bautz   |
| 6. Etappe      | Genf (CH) – Aix-les-Bains      | 180      | Gustaaf Deloor                     | Erich Bautz   |
| 7. Etappe      | Aix-les-Bains – Grenoble       | 228      | Gino Bartali                       | Gino Bartali  |
| 8. Etappe      | Grenoble – Briançon            | 194      | Otto Weckerling                    | Gino Bartali  |
| 9. Etappe      | Briançon – Digne-les-Bains     | 220      | Roger Lapébie                      | Sylvère Maes  |
| 10. Etappe     | Digne-les-Bains – Nizza        | 251      | Félicien Vervaecke                 | Sylvère Maes  |
| 11. Etappe (a) | Nizza – Toulon                 | 169      | Eloi Meulenberg                    | Sylvère Maes  |
| 11. Etappe (b) | Toulon – Marseille             | 65 (MZF) | Gustave Danneels                   | Sylvère Maes  |
| 12. Etappe (a) | Marseille – Nîmes              | 112      | Alphonse Antoine                   | Sylvère Maes  |
| 12. Etappe (b) | Nîmes – Montpellier            | 51       | René Pedroli                       | Sylvère Maes  |
| 13. Etappe (a) | Montpellier – Narbonne         | 103      | Francesco Camusso                  | Sylvère Maes  |
| 13. Etappe (b) | Narbonne – Perpignan           | 63       | Eloi Meulenberg                    | Sylvère Maes  |
| 14. Etappe (a) | Perpignan – Bourg-Madame       | 99       | Eloi Meulenberg                    | Sylvère Maes  |
| 14. Etappe (b) | Bourg-Madame – Ax-les-Thermes  | 59       | Mariano Cañardo                    | Sylvère Maes  |
| 14. Etappe (c) | Ax-les-Thermes – Luchon        | 167      | Eloi Meulenberg                    | Sylvère Maes  |
| 15. Etappe     | Luchon – Pau                   | 194      | Julián Berrendero                  | Sylvère Maes  |
| 16. Etappe     | Pau – Bordeaux                 | 235      | Paul Chocque                       | Sylvère Maes  |
| 17. Etappe (a) | Bordeaux – Royan               | 123      | Erich Bautz                        | Roger Lapébie |
| 17. Etappe (b) | Royan – Saintes                | 37       | Adolphe Braeckeveldt Heinz Wengler | Roger Lapébie |
| 17. Etappe (c) | Saintes – La Rochelle          | 67       | Roger Lapébie                      | Roger Lapébie |
| 18. Etappe (a) | La Rochelle – La Roche-sur-Yon | 81       | Roger Lapébie                      | Roger Lapébie |
| 18. Etappe (b) | La Roche-sur-Yon – Rennes      | 172      | Paul Chocque                       | Roger Lapébie |
| 19. Etappe (a) | Rennes – Vire                  | 114      | Raymond Passat                     | Roger Lapébie |
| 19. Etappe (b) | Vire – Caen                    | 59 (EZF) | Leo Amberg                         | Roger Lapébie |
| 20. Etappe     | Caen – Paris                   | 234      | Edward Vissers                     | Roger Lapébie |